# Priozersky (huyện)
Huyện Priozersky (tiếng Nga: ? райо́н) là một huyện hành chính tự quản (raion), của Tỉnh Leningrad, Nga. Huyện có diện tích 3548 km², dân số thời điểm ngày 1 tháng 1 năm 2000 là 44100 người. Trung tâm của huyện đóng ở Priozersk.